# Panamerikanische Spiele 2015/Leichtathletik – 400 m Hürden der Männer

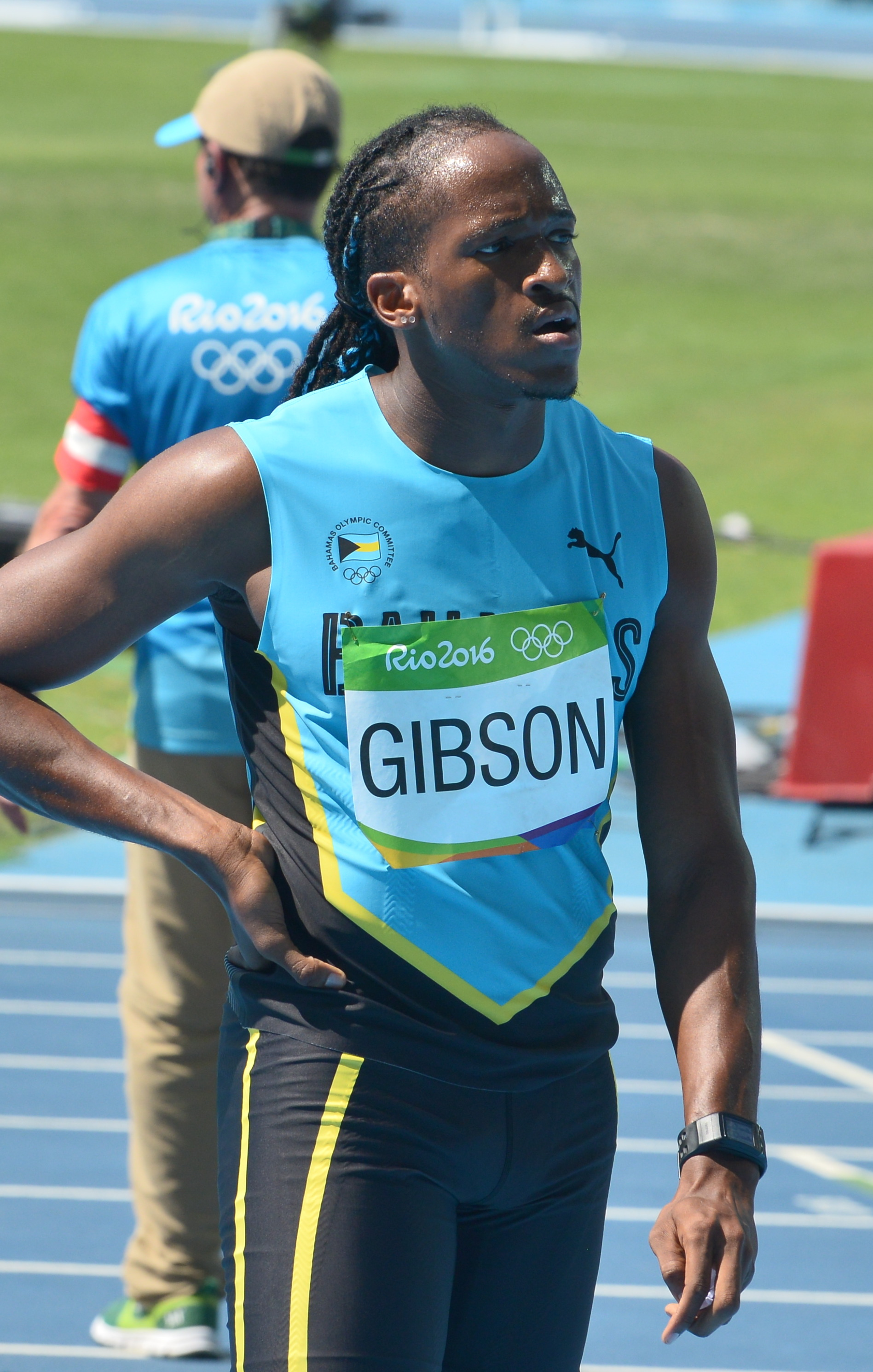
Der Sieger Jeffery Gibson (2016)

Der 400-Meter-Hürdenlauf der Männer bei den Panamerikanischen Spielen 2015 fand am 22. und 23. Juli im CIBC Pan Am und Parapan Am Athletics Stadium in Toronto statt.
22 Läufer aus 16 Ländern nahmen an dem Wettbewerb teil. Die Goldmedaille gewann Jeffery Gibson nach 48,51 s, Silber ging an Javier Culson mit 48,67 s und die Bronzemedaille gewann Roxroy Cato mit 48,72 s.

## Rekorde
Vor dem Wettbewerb galten folgende Rekorde:
| Weltrekord        | Kevin Young   | 46,78 s | Olympische Spiele in Barcelona, Spanien        | 8. August 1992   |
| Rekord der Spiele | Omar Cisneros | 47,99 s | Panamerikanische Spiele in Guadalajara, Mexiko | 27. Oktober 2011 |

## Halbfinale
Aus den drei Halbfinalläufen qualifizierten sich die jeweils zwei Ersten jedes Laufes – hellblau unterlegt – und zusätzlich die zwei Zeitschnellsten – hellgrün unterlegt – für das Finale.

### Lauf 1
22. Juli 2015, 12:20 Uhr
| Platz | Bahn | Athlet            | Land                         | Zeit (s) |
| ----- | ---- | ----------------- | ---------------------------- | -------- |
| 1     | 3    | Jeshua Anderson   | Vereinigte Staaten           | 49,73    |
| 2     | 6    | Roxroy Cato       | Jamaika                      | 49,85    |
| 3     | 5    | Andrés Silva      | Uruguay                      | 50,02    |
| 4     | 4    | Mahau Suguimati   | Brasilien                    | 50,29    |
| 5     | 8    | Gregory MacNeill  | Kanada                       | 52,31    |
| 6     | 7    | Alfredo Sepúlveda | Chile                        | 52,32    |
| 7     | 2    | Sergio Rios       | Mexiko                       | 53,37    |
|       | 1    | Leslie Murray     | Amerikanische Jungferninseln | DNF      |

### Lauf 2
22. Juli 2015, 12:28 Uhr
| Platz | Bahn | Athlet                    | Land                    | Zeit (s) |
| ----- | ---- | ------------------------- | ----------------------- | -------- |
| 1     | 5    | Leford Green              | Jamaika                 | 50,51    |
| 2     | 6    | Javier Culson             | Puerto Rico             | 50,54    |
| 3     | 8    | Emanuel Mayers            | Trinidad und Tobago     | 50,81    |
| 4     | 7    | Juander Santos            | Dominikanische Republik | 52,16    |
| 5     | 2    | Lucirio Francisco Garrido | Venezuela               | 52,42    |
| 6     | 3    | Gerber Blanco             | Guatemala               | 52,74    |
| 7     | 4    | Gerald Drummond           | Costa Rica              | 53,47    |

### Lauf 3
22. Juli 2015, 12:36 Uhr
| Platz | Bahn | Athlet            | Land                    | Zeit (s) |
| ----- | ---- | ----------------- | ----------------------- | -------- |
| 1     | 6    | Kerron Clement    | Vereinigte Staaten      | 50,63    |
| 2     | 4    | Jeffery Gibson    | Bahamas                 | 50,74    |
| 3     | 8    | Hederson Estefani | Brasilien               | 51,06    |
| 4     | 3    | Félix Sánchez     | Dominikanische Republik | 51,07    |
| 5     | 5    | Eric Alejandro    | Puerto Rico             | 51,32    |
| 6     | 7    | Jose Luis Gaspar  | Kuba                    | 51,71    |
| 7     | 2    | Tait Nystuen      | Kanada                  | 52,98    |

## Finale
23. Juli 2015, 17:40 Uhr
| Platz | Bahn | Athlet          | Land               | Zeit (s) |
| ----- | ---- | --------------- | ------------------ | -------- |
|       | 7    | Jeffery Gibson  | Bahamas            | 48,51 NR |
|       | 8    | Javier Culson   | Puerto Rico        | 48,67    |
|       | 4    | Roxroy Cato     | Jamaika            | 48,72 SB |
| 4     | 3    | Kerron Clement  | Vereinigte Staaten | 48,72    |
| 5     | 6    | Jeshua Anderson | Vereinigte Staaten | 48,95 SB |
| 6     | 5    | Leford Green    | Jamaika            | 49,42    |
| 7     | 1    | Andrés Silva    | Uruguay            | 49,48    |
| 8     | 2    | Mahau Suguimati | Brasilien          | 49,68    |